# Dehri

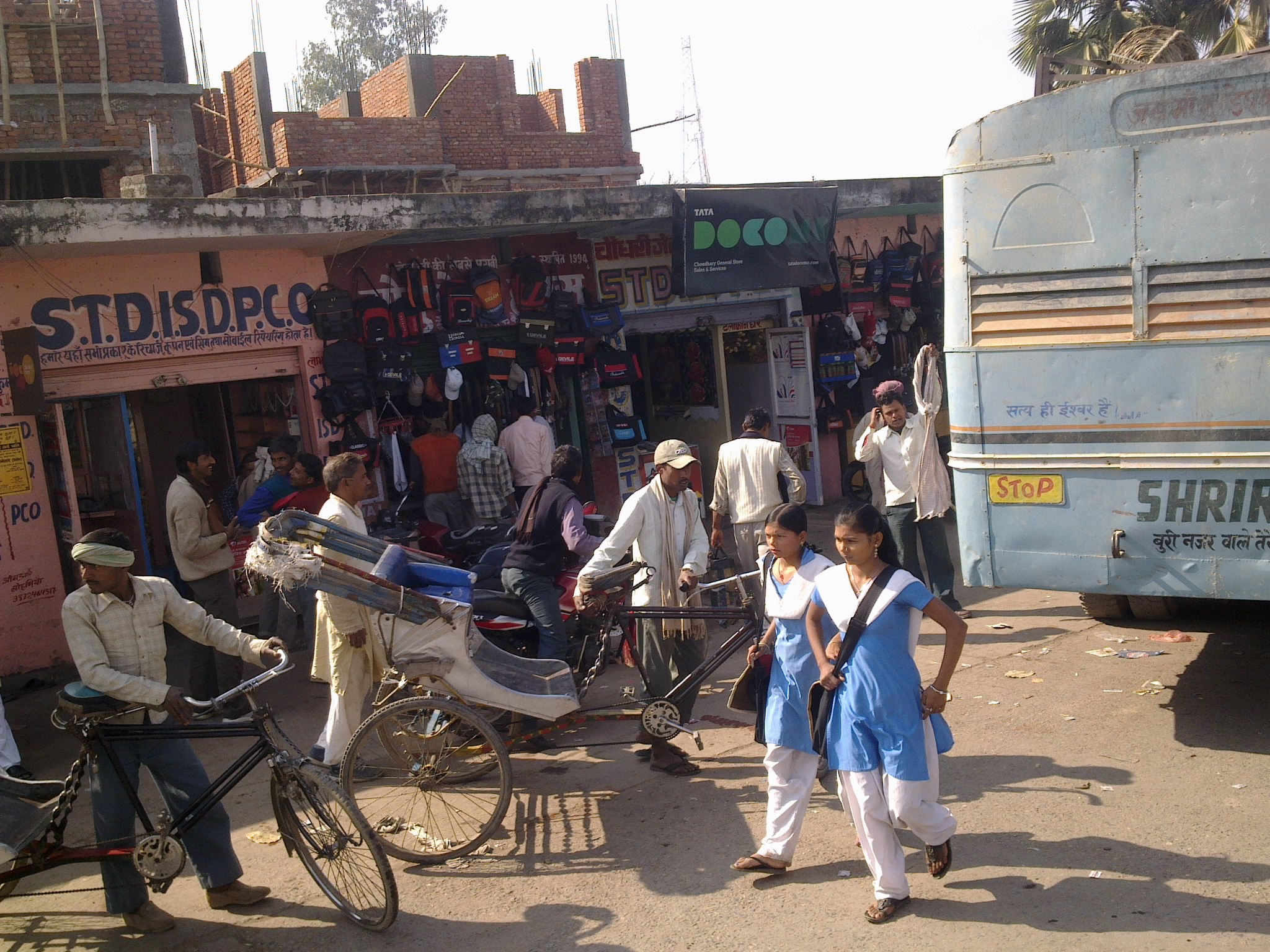
Gatuliv i Dehri.

Dehri är en stad i delstaten Bihar i Indien, och tillhör distriktet Rohtas. Folkmängden uppgick till 137 231 invånare vid folkräkningen 2011.